# チェルトナム・スパ・エクスプレス

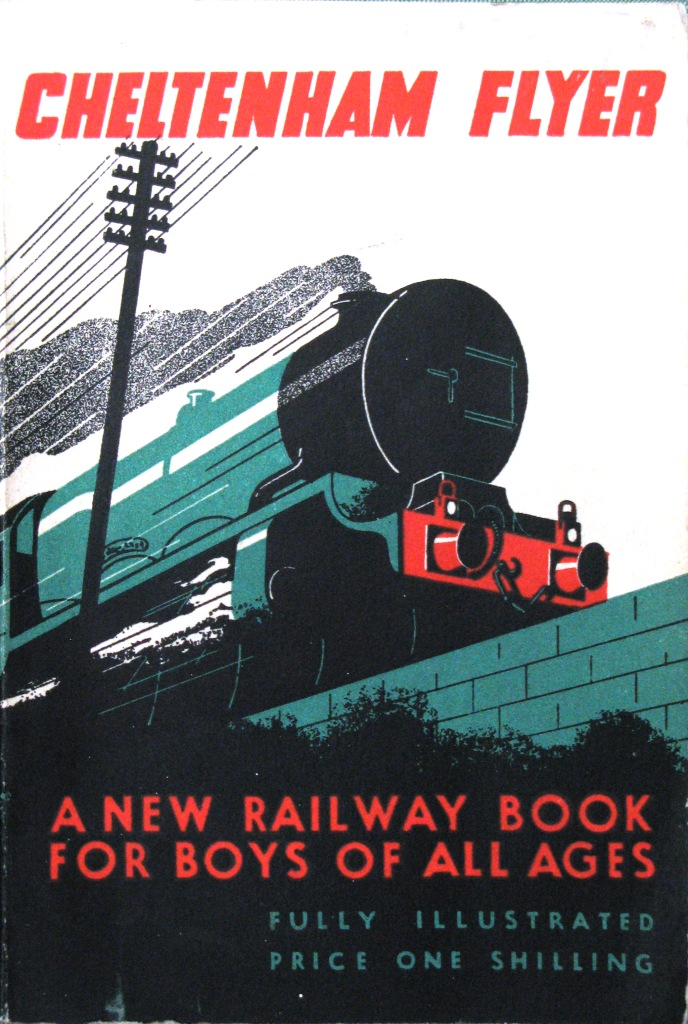
グレート・ウェスタン鉄道の本「チェルトナム・フライヤー」は全年齢の少年を対象に鉄道への興味を持ってもらうために書かれた

チェルトナム・スパ・エクスプレス（Cheltenham Spa Express）は、ロンドンのパディントン駅とグロスタシャーのチェルトナムにあるチェルトナム・スパ駅の間を、レディング、ケンブル、ストラウド、ストーンハウス、グロスター経由で結んでいる、イギリスの急行旅客列車である。

## 歴史
1930年代にはグレート・ウェスタン鉄道による運行で、チェルトナム・フライヤー（英語: Cheltenham Flyer）としてよく知られていた。
第一次世界大戦の前でも、グレート・ウェスタン鉄道はチェルトナムとロンドンを結ぶ高速列車を走らせており、ケンブル・ジャンクションからパディントンまでの91マイル（約146キロメートル）を103分で走破していた。大戦後、スウィンドンに追加で停車するようになり、この77.25マイル（約124キロメートル）の所要時間は85分とされた。

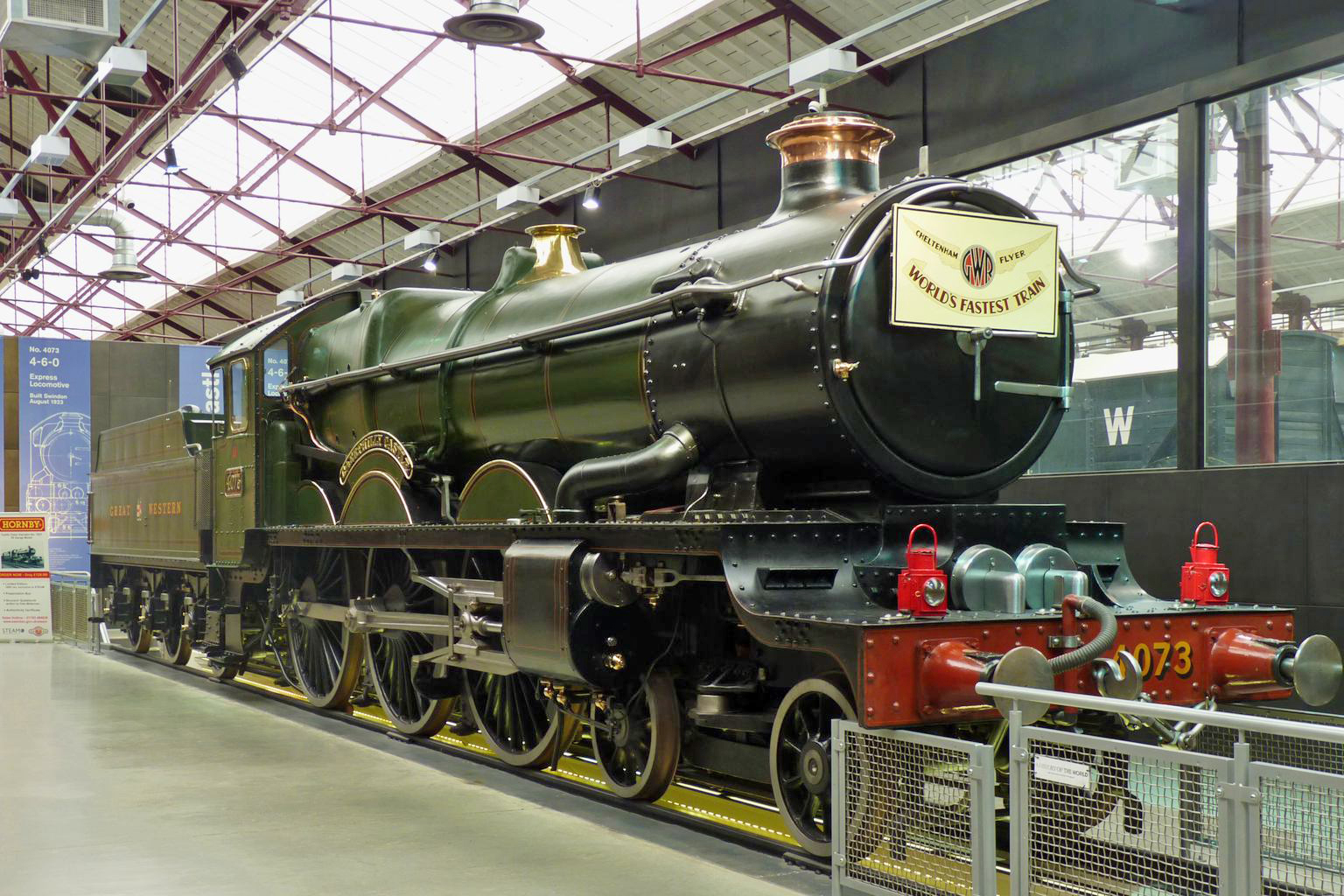
グレート・ウェスタン鉄道のキャッスル級機関車、「ケアフィリー・キャッスル」がチェルトナム・フライヤーのヘッドマークを付けている

しかし、1923年にチャールズ・コレット設計の4073形蒸気機関車（キャッスル級）の急行旅客機関車が投入されると、所要時間の大きな短縮が可能となった。この列車に対して「チェルトナム・スパ・エクスプレス」の愛称が付けられ、スウィンドンからパディントンまでを75分として平均速度は毎時61.8マイル（約99.5 km/h）となった。
1920年代から1930年代にかけて、イギリスの4大鉄道会社ではイギリス最速、つまり世界最速の列車を巡って厳しい争いがあり、これがさらなる列車の高速化につながった。1929年7月にはスウィンドンからパディントンまで70分となり平均速度は毎時66.2マイル（約111.4 km/h）になった。1931年にはさらに加速して毎時69.2マイル（約111.4 km/h）となって、公式な名前として採用されたことはなかったがよく知られたニックネームである「チェルトナム・フライヤー」という名前を得ることになった。
1932年6月6日月曜日には、チェルトナム・スパ・エクスプレスはこの区間を56分47秒で走破して、鉄道の速度記録を破る、平均速度毎時81.6マイル（約131.3 km/h）を達成した。このような速度はこれ以前には記録されたことが無く、世界最速の鉄道となった。この列車はキャッスル級の5006号「トレゲンナ・キャッスル」(Tregenna Castle) の牽引で、オールド・オーク・コモン機関区所属のハリー・ラダック機関士とソープ機関助士の乗務であった。
1932年9月にはスウィンドンからロンドンまでの所要時間は65分となり、77.25マイル（約124キロメートル）の区間を平均毎時71.3マイル（約114.7 km/h）という驚くべき速度で走破した。これが、鉄道の歴史上初めて毎時70マイルを超える平均速度のダイヤ設定である。
グレート・ウェスタン鉄道の後継者であるイギリス国鉄は、チェルトナム・スパ・エクスプレスの愛称を1960年代まで使用したが、そこで名前は外された。1984年に愛称の使用が再開され、イギリス国鉄民営化後はファースト・グレート・ウェスタンが受け継いでいる。2007年現在、チェルトナム・スパ・エクスプレスは平日のみ運行で、パディントン11時48分発、チェルトナム14時03分着、チェルトナム14時46分発、パディントン16時56分着で運転されている。